# Municipio di Malines
Il municipio di Malines (neerlandese: Stadhuis van Mechelen) sorge sul centrale Grote Markt (piazza del Mercato Grande) della città belga, ove si affacciano i principali monumenti cittadini.
Rappresenta un esempio emblematico dello stile Gotico brabantino.

## Storia e descrizione

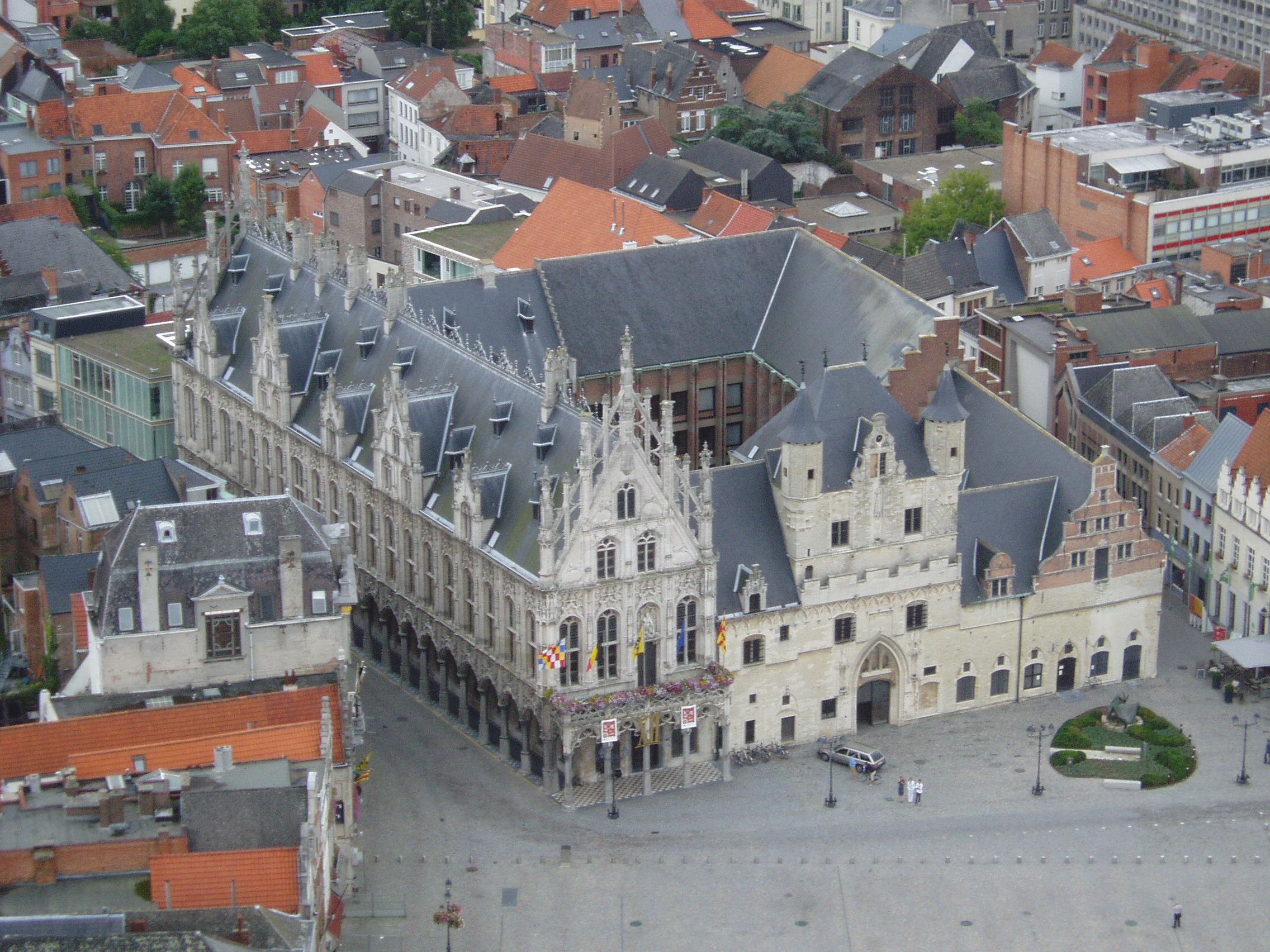
Veduta del complesso.

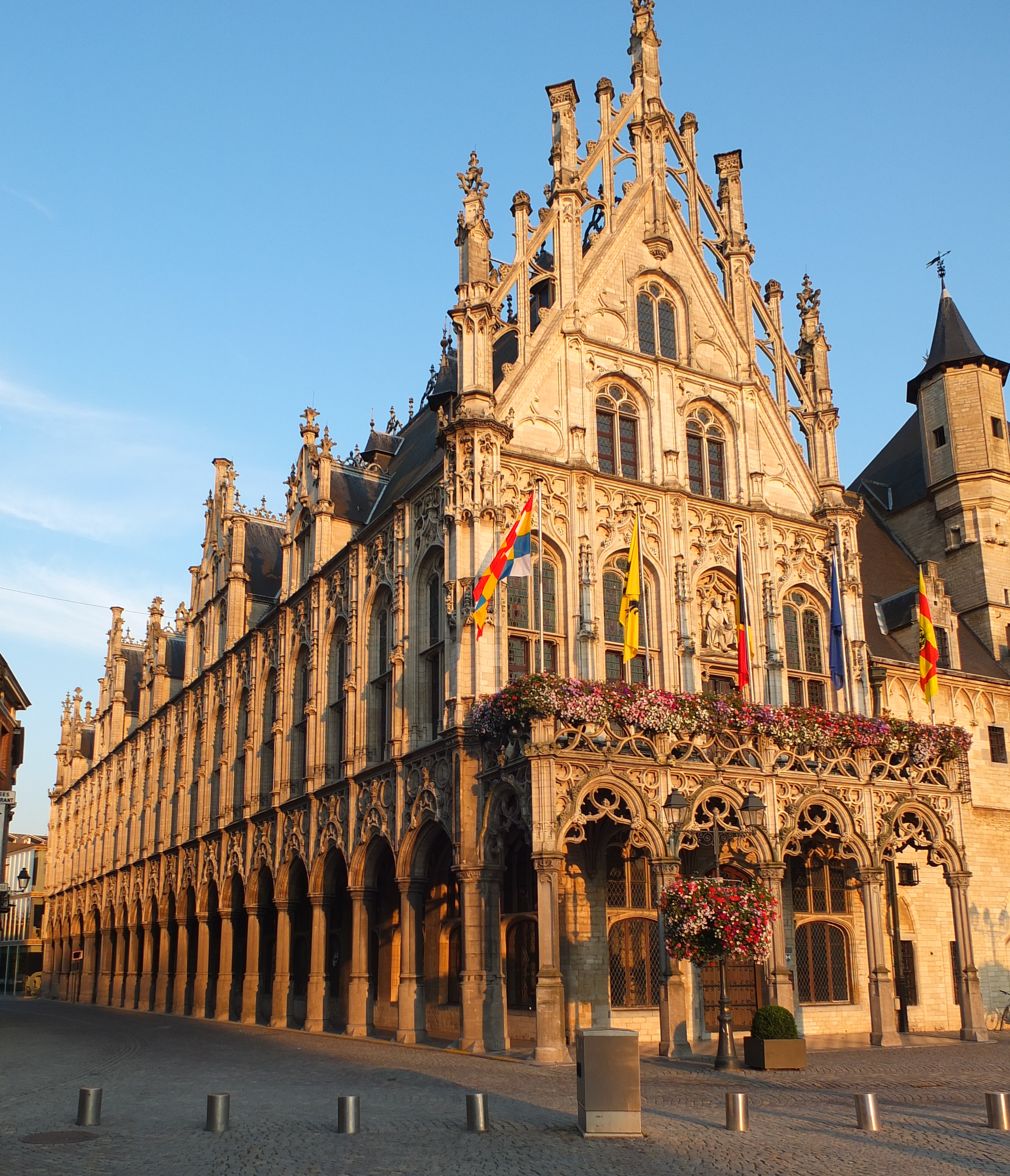
Il Palazzo del Gran Consiglio.

Il municipio di Malines è un complesso di edifici iniziati verso il 1320, che si trova sul lato est del Grote Markt di Malines. Si compone di tre parti:
- Paleis van de Grote Raad, il Palazzo del Gran Consiglio;
- Belfort (o Beffroi, dal francese), la Torre civica;
- Lakenhal, il Mercato dei tessuti.

Il Comune cittadino aveva sede anticamente nella Huis De Beyaert, dall'altra parte del Grote Markt, oggi sede dell'Ufficio postale.
Dal 1914, gli edifici svolgono la funzione di municipio.

### Palazzo del Gran Consiglio
Il palazzo, che si erge sul lato sinistro del complesso, fu iniziato nel 1526 su progetto di Rombout II Keldermans in stile Tardogotico per ordine del Gran consiglio di Malines, la corte suprema dei Paesi Bassi borgognoni creata da Carlo il Temerario nel 1473. In seguito al declino del commercio tessile fiammingo, per problemi finanziari, l'edificio non fu mai terminato, restando incompiuto per quasi 400 anni. Infine abbandonato, venne ripresa la sua costruzione solo dal 1900, quando gli architetti Van Boxmeer e Langerock lo portarono a termine nel 1911 secondo i piani originali del XVI secolo.
Il palazzo ospita ricche sale interne: Trouwzaal (sala dei Matrimoni), Raadzaal (sala del Consiglio) e la Kolommenzaal (sala delle Colonne), e custodisce un arazzo del XVI secolo raffigurante la battaglia di Tunisi.

### Beffroi

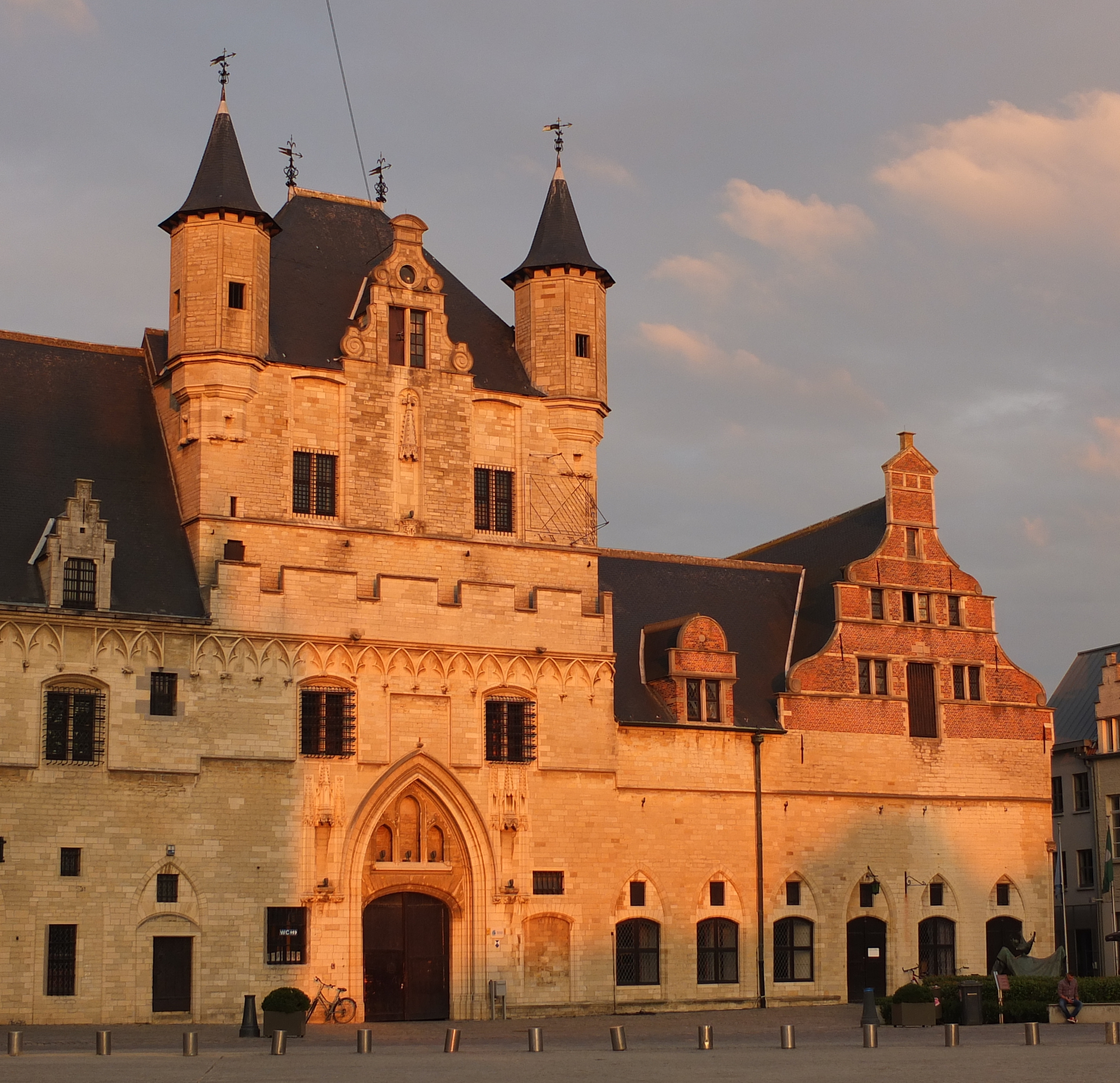
Il Mercato dei Tessuti.

La Torre civica, al centro del complesso, venne eretta dal 1320 in stile gotico, rimasto anch'esso incompiuto, venne in parte demolito nel 1526 per costruire, sul lato nord, il Palazzo del Gran Consiglio, e ottenne quella copertura "provvisoria" che, tuttavia, è arrivata fino ad oggi. Presenta elementi barocchi aggiunti nel XVII secolo. Nel 1999 venne iscritto fra i campanili di Belgio e Francia della Lista dei patrimoni dell'umanità dell'UNESCO.

### Mercato dei Tessuti
L'edificio, che sorge a destra del complesso, è il più antico e venne costruito nel XIV secolo come mercato coperto dei prodotti tessili. Fortemente danneggiato da un incendio nel 1342, venne fortemente ristrutturato.